# Pau-d'Arco (Tocantins)
Pau d'Arco is een gemeente in de Braziliaanse deelstaat Tocantins. De gemeente telt 4.964 inwoners (schatting 2009).